# Cuộc bầu cử bãi nhiệm thị trưởng Cao Hùng 2020
 Cuộc bỏ phiếu bãi nhiệm thị trưởng Cao Hùng năm 2020 là cuộc bầu cử bãi nhiệm được tổ chức vào ngày 6 tháng 6 năm 2020 để hạ bệ thị trưởng đương nhiệm của Cao Hùng, Hàn Quốc Du. Việc bãi nhiệm thành công, vì số phiếu đồng ý (939.090) nhiều hơn số phiếu không đồng ý và vượt quá yêu cầu tối thiểu là 574.996. Một thị trưởng tạm thời sẽ được bổ nhiệm bởi Hành chính viện Trung Hoa Dân Quốc và giữ chức vụ cho đến khi có một cuộc bầu cử thay thế, sẽ được tổ chức không trễ hơn ngày 12 tháng 9 năm 2020.
Cuộc bỏ phiếu này là cuộc bỏ phiếu bãi nhiệm quy mô lớn nhất ở Đài Loan, và là lần bãi nhiệm thành công đầu tiên của một thị trưởng hoặc quan tòa.

## Bối cảnh
Hàn Quốc Du được bầu làm thị trưởng thành phố Cao Hùng trong cuộc bầu cử địa phương 2018. Tuy nhiên, tiếng tăm ông nhanh chóng suy giảm sau khi ông bắt đầu vận động cho cuộc bầu cử tổng thống Đài Loan năm 2020, dẫn đến một đề xuất bãi nhiệm vào ngày 26 tháng 12 năm 2019. Vào ngày 17 tháng 1 năm 2020, một kiến nghị bãi nhiệm vượt qua ngưỡng đầu tiên với 28.560 chữ ký, vượt quá 1% yêu cầu số cử tri (22.814 chữ ký). Vào ngày 7 tháng Tư, ủy ban bầu cử của thành phố đã xác minh rằng 377.662 trong số khoảng 406.000 chữ ký được thu thập trong giai đoạn thứ hai của kiến nghị thu hồi là hợp lệ, xóa ngưỡng 10% của cử tri. Ủy ban bầu cử trung ương chứng nhận tính hợp lệ của các chữ ký được thu thập vào ngày 17 tháng 4 và lên lịch bỏ phiếu bãi nhiệm vào ngày 6 tháng 6 năm 2020.
Ông Du tranh luận về tính hợp pháp của việc bãi nhiệm tại tòa án, cho rằng những người khiếu kiện đã thu thập chữ ký trước khi ông ta phục vụ cả năm với tư cách là thị trưởng, vi phạm Điều 75 của Đạo luật Viên chức chính phủ và Bầu cử và Bãi nhiệm. Đề nghị đã bị Tòa án hành chính Đài Bắc bác bỏ vào ngày 17 tháng 4 năm 2020. Kháng cáo lên Tòa án Hành chính Tối cao Đài Loan đã bị từ chối vào ngày 7 tháng 5 năm 2020. Ông Du tuyên bố rằng cuộc bỏ phiếu bãi nhiệmsẽ làm tổn hại danh tiếng của ông, can thiệp vào nhiệm vụ thị trưởng của ông, gây gánh nặng cho các quan chức thành phố khác và trì hoãn các chương trình làm việc của thành phố. Tòa án hành chính cấp cao Đài Bắc phán quyết chống lại những lý luận này vào ngày 22 tháng Năm.